# Hoskote
Hoskote é uma cidade no distrito de Bangalore Rural, no estado indiano de Karnataka.

## Geografia
Hoskote está localizada a 13° 04′ N, 77° 48′ L. Tem uma altitude média de 875 metros (2870 pés).

## Demografia
Segundo o censo de 2001, Hoskote tinha uma população de 36 333 habitantes. Os indivíduos do sexo masculino constituem 52% da população e os do sexo feminino 48%. Hoskote tem uma taxa de literacia de 70%, superior à média nacional de 59,5%: a literacia no sexo masculino é de 74% e no sexo feminino é de 65%. Em Hoskote, 12% da população está abaixo dos 6 anos de idade.